# MasterChef Italia (tredicesima edizione)
La tredicesima edizione del talent show culinario MasterChef Italia, composta da 12 puntate e 24 episodi, è andata in onda in prima serata su Sky Uno dal 14 dicembre 2023 al 29 febbraio 2024. La giuria è stata composta da Bruno Barbieri, Antonino Cannavacciuolo e Giorgio Locatelli. La produzione è a carico di Endemol Shine.
A risultare vincitrice è Eleonora Riso, cameriera di Livorno, che si è aggiudicata un assegno di 100 000 €, la pubblicazione di un libro di ricette e la possibilità di frequentare un corso di cucina presso l'Alma. Il libro è stato pubblicato nel marzo 2024 dalla casa editrice Baldini+Castoldi e si intitola "Laboratorio di sapori. 80 ricette ganzissime". (ISBN 979-1254941485)
È la prima edizione in cui viene introdotta la Golden Pin, una spilla dorata che garantisce l’immunità da una prova ad eliminazione qualora il concorrente in suo possesso ritenga che il piatto realizzato non possa assicurargli la salvezza. 
La trasmissione è disponibile anche nelle piattaforme pay Now e Sky Go. Anche per questa edizione, la radio partner è RTL 102.5. È replicata su TV8 dal 7 marzo al 23 maggio 2025, più di un anno dopo rispetto al passaggio pay. E anche a partire dal 16 giugno 2025 su Cielo

## Concorrenti
| Nome                        | Età | Occupazione                | Provenienza                        | Classifica | Prove vinte | Individuali | In brigata | Golden pin ricevute | Tra i migliori nella mystery box |
| --------------------------- | --- | -------------------------- | ---------------------------------- | ---------- | ----------- | ----------- | ---------- | ------------------- | -------------------------------- |
| Eleonora Riso               | 27  | Cameriera                  | Livorno                            | 1º         | 6           | 5           | 1          | 1                   | 8                                |
| Antonio Mazzola             | 28  | Geometra                   | Höhenkirchen-Siegertsbrunn (DE-BY) | 2º         | 7           | 4           | 3          | 0                   | 6                                |
| Michela Morelli             | 45  | Personal trainer           | Appiano sulla Strada del Vino (BZ) | 3º         | 7           | 5           | 2          | 3                   | 7                                |
| Sara Bellinzona             | 24  | Impiegata                  | Montalto Pavese (PV)               | 4º         | 2           | 1           | 1          | 0                   | 4                                |
| Niccolò Califano            | 26  | Medico                     | Ravenna                            | 5º         | 5           | 3           | 2          | 1                   | 4                                |
| Kassandra Galindo Rodriguez | 25  | Barista                    | Verla di Giovo (TN)                | 6º         | 3           | 0           | 3          | 0                   | 0                                |
| Deborah Meloni              | 30  | Team leader                | Poggio Mirteto (RI)                | 7º         | 5           | 2           | 3          | 2                   | 2                                |
| Settimino Difonzo           | 61  | Pizzicagnolo               | Santeramo in Colle (BA)            | 8º         | 3           | 0           | 3          | 0                   | 2                                |
| Marcus Agerström            | 43  | Casalingo                  | Cherasco (CN)                      | 9º         | 1           | 0           | 1          | 0                   | 2                                |
| Filippo Baldo               | 25  | Architetto                 | Cittadella (PD)                    | 10º        | 2           | 0           | 2          | 0                   | 1                                |
| Lorenzo Silvidio            | 21  | Network marketer           | Torrevecchia Teatina (CH)          | 11º        | 0           | 0           | 0          | 0                   | 1                                |
| Alice Scaffardi             | 27  | Grafica                    | Roma                               | 12º        | 3           | 1           | 2          | 1                   | 2                                |
| Alberto Pierobon            | 33  | Responsabile pescheria     | San Martino di Lupari (PD)         | 13º        | 3           | 1           | 2          | 0                   | 1                                |
| Andrea Sciamanna            | 34  | Sommelier                  | Senigallia (AN)                    | 14º        | 1           | 0           | 1          | 0                   | 0                                |
| Anna Pisano                 | 62  | Farmacista                 | San Marco Argentano (CS)           | 15º        | 1           | 0           | 1          | 0                   | 2                                |
| Beatrice Belli              | 19  | Cestista                   | Roma                               | 16º        | 0           | 0           | 0          | 0                   | 1                                |
| Nicolò Molinari             | 19  | Studente di giurisprudenza | Roma                               | 17º        | 1           | 0           | 1          | 0                   | 0                                |
| Valeria Zullo               | 52  | Windsurfer                 | Roma                               | 18º        | 0           | 0           | 0          | 0                   | 0                                |
| Fiorenza Pennacchio         | 30  | Tecnico di radiologia      | Giugliano in Campania (NA)         | 19º        | 0           | 0           | 0          | 0                   | 1                                |
| Henintsoa "Chù" Razanadrabe | 22  | Studentessa di economia    | Parma                              | 20º        | 0           | 0           | 0          | 0                   | 0                                |

### Tabella delle eliminazioni
| Puntate     | 2                              | 3                          | 3                          | 4                                                               | 4                                                               | 5                                           | 5                                           | 6               | 6               | 7                    | 7                    | 8                      | 8                      | 9                             | 9                             | 10                       | 10                       | 11                       | 11                       | 12                            | 12                            |
| Mystery Box | Alice Antonio Eleonora Michela | Eleonora Filippo Settimino | Eleonora Filippo Settimino | Niccolò Alberto Beatrice Eleonora Marcus Michela Sara Settimino | Niccolò Alberto Beatrice Eleonora Marcus Michela Sara Settimino | Deborah-Michela Alice-Anna Eleonora-Niccoló | Deborah-Michela Alice-Anna Eleonora-Niccoló | Deborah Niccolò | Deborah Niccolò | Michela Sara Lorenzo | Michela Sara Lorenzo | Michela Antonio Marcus | Michela Antonio Marcus | Eleonora Antonio Sara Niccolò | Eleonora Antonio Sara Niccolò | Eleonora Antonio Michela | Eleonora Antonio Michela | Niccolò Antonio Eleonora | Niccolò Antonio Eleonora | Eleonora Antonio Michela Sara | Eleonora Antonio Michela Sara |
| Eleonora    | MIGLIORE                       | SALVA                      | PRIMI 9                    | IMMUNE                                                          | PRIMA                                                           | SALVA                                       | ULTIMI 8                                    | IMMUNE          | ULTIMI 7        | ULTIMI 4             | PRIMA                | PRIMA                  | ULTIMI 5               | IMMUNE                        | SECONDA                       | SALVA                    | ULTIMI 4                 | ...SALVA...              | ULTIMI 4                 | IMMUNE                        | VINCITRICE                    |
| Antonio     | MIGLIORE                       | PRIMO                      | PRIMI 9                    | SALVO                                                           | SECONDO                                                         | SALVO                                       | PRIMI 7                                     | IMMUNE          | PRIMI 6         | PRIMO                | PRIMO                | SALVO                  | ULTIMI 5               | IMMUNE                        | PRIMO                         | SALVO                    | ULTIMI 4                 | PRIMO                    | ULTIMI 4                 | PRIMO                         | SECONDO                       |
| Michela     | MIGLIORE                       | SALVA                      | ULTIMI 10                  | PRIMA                                                           | PRIMA                                                           | SALVA                                       | ULTIMI 8                                    | IMMUNE          | ULTIMI 7        | SALVA                | PRIMA                | SALVA                  | PRIMI 4                | SALVA                         | SECONDA                       | ULTIMI 2                 | PRIMI 2                  | ULTIMI 2                 | PRIMA                    | FINALISTA                     | SECONDA                       |
| Sara        | SALVA                          | ULTIMI 4                   | ULTIMI 10                  | IMMUNE                                                          | PRIMA                                                           | SALVA                                       | ULTIMI 8                                    | IMMUNE          | ULTIMI 7        | SALVA                | PRIMA                | SALVA                  | PRIMI 4                | IMMUNE                        | TERZA                         | ...PRIMA...              | ULTIMI 4                 | ULTIMA                   | ULTIMI 4                 | ELIMINATA                     |                               |
| Niccolò     | SALVO                          | ULTIMI 4                   | ULTIMI 10                  | IMMUNE                                                          | TERZO                                                           | SALVO                                       | PRIMI 7                                     | IMMUNE          | ULTIMI 7        | SALVO                | SECONDO              | SALVO                  | ULTIMI 5               | PRIMO                         | PRIMO                         | ULTIMI 2                 | PRIMI 2                  | SALVO                    | ELIMINATO                |                               |                               |
| Kassandra   | SALVA                          | SALVA                      | PRIMI 9                    | SALVA                                                           | SECONDA                                                         | SALVA                                       | ULTIMI 8                                    | ULTIMI 4        | PRIMI 6         | SALVA                | SECONDA              | SALVA                  | PRIMI 4                | SALVA                         | SECONDA                       | ULTIMI 3                 | ELIMINATA                |                          |                          |                               |                               |
| Deborah     | SALVA                          | SALVA                      | PRIMI 9                    | SALVA                                                           | PRIMA                                                           | SALVA                                       | PRIMI 7                                     | IMMUNE          | PRIMI 6         | SALVA                | PRIMA                | SALVA                  | ULTIMI 5               | ULTIMI 2                      | ELIMINATA                     |                          |                          |                          |                          |                               |                               |
| Settimino   | SALVO                          | SALVO                      | PRIMI 9                    | IMMUNE                                                          | SECONDO                                                         | ULTIMI 3                                    | ULTIMI 8                                    | ULTIMI 4        | PRIMI 6         | SALVO                | SECONDO              | SALVO                  | PRIMI 4                | ELIMINATO                     |                               |                          |                          |                          |                          |                               |                               |
| Marcus      | SALVO                          | SALVO                      | ULTIMI 10                  | IMMUNE                                                          | TERZO                                                           | SALVO                                       | ULTIMI 8                                    | IMMUNE          | PRIMI 6         | SALVO                | SECONDO              | ...ULTIMO...           | ELIMINATO              |                               |                               |                          |                          |                          |                          |                               |                               |
| Filippo     | SALVO                          | SALVO                      | PRIMI 9                    | SALVO                                                           | SECONDO                                                         | SALVO                                       | PRIMI 7                                     | ULTIMI 4        | ULTIMI 7        | ULTIMI 4             | ELIMINATO            |                        |                        |                               |                               |                          |                          |                          |                          |                               |                               |
| Lorenzo     | SALVO                          | SALVO                      | ULTIMI 10                  | SALVO                                                           | TERZO                                                           | SALVO                                       | ULTIMI 8                                    | IMMUNE          | ULTIMI 7        | ELIMINATO            |                      |                        |                        |                               |                               |                          |                          |                          |                          |                               |                               |
| Alice       | MIGLIORE                       | ULTIMI 2                   | ULTIMI 10                  | SALVA                                                           | PRIMA                                                           | SALVA                                       | PRIMI 7                                     | IMMUNE          | PRIMI 6         | ELIMINATA            |                      |                        |                        |                               |                               |                          |                          |                          |                          |                               |                               |
| Alberto     | SALVO                          | SALVO                      | PRIMI 9                    | IMMUNE                                                          | PRIMO                                                           | PRIMO                                       | PRIMI 7                                     | SALVO           | ELIMINATO       |                      |                      |                        |                        |                               |                               |                          |                          |                          |                          |                               |                               |
| Andrea      | SALVO                          | SALVO                      | ULTIMI 10                  | ULTIMI 3                                                        | TERZO                                                           | ULTIMI 3                                    | PRIMI 7                                     | ELIMINATO       |                 |                      |                      |                        |                        |                               |                               |                          |                          |                          |                          |                               |                               |
| Anna        | MIGLIORE                       | SALVA                      | PRIMI 9                    | SALVA                                                           | SECONDA                                                         | SALVA                                       | ELIMINATA                                   |                 |                 |                      |                      |                        |                        |                               |                               |                          |                          |                          |                          |                               |                               |
| Beatrice    | SALVA                          | SALVA                      | ULTIMI 10                  | ULTIMI 3                                                        | PRIMA                                                           | ELIMINATA                                   |                                             |                 |                 |                      |                      |                        |                        |                               |                               |                          |                          |                          |                          |                               |                               |
| Nicolò      | SALVO                          | SALVO                      | PRIMI 9                    | SALVO                                                           | ELIMINATO                                                       |                                             |                                             |                 |                 |                      |                      |                        |                        |                               |                               |                          |                          |                          |                          |                               |                               |
| Valeria     | SALVA                          | SALVA                      | ULTIMI 10                  | ELIMINATA                                                       |                                                                 |                                             |                                             |                 |                 |                      |                      |                        |                        |                               |                               |                          |                          |                          |                          |                               |                               |
| Fiorenza    | MIGLIORE                       | SALVA                      | ELIMINATA                  |                                                                 |                                                                 |                                             |                                             |                 |                 |                      |                      |                        |                        |                               |                               |                          |                          |                          |                          |                               |                               |
| Chù         | SALVA                          | ELIMINATA                  |                            |                                                                 |                                                                 |                                             |                                             |                 |                 |                      |                      |                        |                        |                               |                               |                          |                          |                          |                          |                               |                               |

     Il concorrente è il vincitore dell'intera edizione

     Il concorrente è il vincitore dell’invention test 

     Il concorrente ottiene l'immunità e non partecipa alla prova

     Il concorrente utilizza la Golden Pin ed è immune 

     Il concorrente passa dopo la prima fase dello Skill Test

     Il concorrente passa dopo la seconda fase dello Skill Test

     Il concorrente passa dopo la terza fase dello Skill Test

     Il concorrente fa parte della squadra vincente ed è salvo

     Il concorrente è il vincitore della sfida esterna ed è salvo

     Il concorrente fa parte della squadra perdente, deve affrontare il Pressure Test 

     Il concorrente fa parte della squadra perdente ma non deve affrontare il Pressure Test

     Il concorrente non partecipa alla sfida esterna e affronta direttamente il Pressure Test

     Il concorrente è tra i peggiori all'Invention Test e riceverà uno svantaggio nella sfida esterna

     Il concorrente è tra i peggiori ma non è eliminato

     Il concorrente è eliminato

     Il concorrente accede alla sfida finale

     Il concorrente perde la sfida finale

## Dettaglio delle puntate

### Prima puntata
Data: giovedì 14 dicembre 2023

#### Episodi 1 e 2 (selezioni)
I primi due episodi si concentrano sui live cooking: ogni aspirante concorrente deve preparare il proprio piatto sulla base degli alimenti scelti in precedenza nella dispensa a loro disposizione. I concorrenti che riceveranno due sì riceveranno un grembiule grigio e dovranno affrontare una nuova sfida, lo Stress Test, dove si confronteranno con uno chef misterioso per affrontare una prova di abilità in dieci minuti di tempo, mentre per coloro che riceveranno il sì di tutti i giudici è garantito il posto diretto nella MasterClass. Entrano direttamente nella MasterClass Antonio, Eleonora, Anna, Nicolò, Deborah, Sara, Chù, Andrea, Alberto, Lorenzo e Valeria.

### Seconda puntata
Data: 21 dicembre 2023

#### Episodio 3 (selezioni e prove di abilità)
Proseguono le selezioni: i concorrenti devono preparare il proprio piatto sulla base degli ingredienti scelti in dispensa. L’ultimo concorrente a entrare direttamente alla MasterClass è Niccolò. Nelle prove di abilità i concorrenti selezionati affrontano lo Stress Test per poter conquistarsi il grembiule bianco. Al termine del tempo previsto, gli aspiranti chef che svolgono un buon lavoro entrano direttamente nella cucina di MasterChef. I giudici possono anche rimandare il giudizio nel caso ci dovessero pensare ulteriormente. Il giudice misterioso che accompagnerà i giudici nello Stress Test si rivelerà essere lo chef Davide Scabin. Entrano immediatamente nella MasterClass Michela, Marcus e Settimino, mentre si tolgono il grembiule Stefano, Francesca, Carlo Maria, Davide, Veronica, Giuditta e Kelly. Dopo essersi confrontati ulteriormente, i giudici decidono di far accedere nella MasterClass Kassandra, Filippo, Alice, Fiorenza e Beatrice, mentre si tolgono il grembiule Toto e Valentina.

#### Episodio 4
Partecipanti: Alberto, Alice, Andrea, Anna, Antonio, Beatrice, Chù, Deborah, Eleonora, Filippo, Fiorenza, Kassandra, Lorenzo, Marcus, Michela, Niccolò, Nicolò, Sara, Settimino, Valeria.
- Mystery Box
  - Tema: il design.
  - Prova: ogni concorrente dovrà disegnare su un foglio di carta la loro idea di un piatto che utilizzi, come ingredienti principali, melanzana, basilico e pomodoro. I progetti migliori avranno la possibilità di cucinare e sfidarsi per guadagnare una spilla dorata che il concorrente potrà scegliere di utilizzare come immunità durante una prova.
  - Progetti migliori: Alice, Eleonora, Antonio, Anna, Michela, Fiorenza. I giudici decidono di far sfidare per la Golden Pin Alice, Eleonora, Antonio e Michela.
  - Piatti realizzati: Mille strati d’estate (Eleonora), Casa (Antonio), Terra e mare mi piace incontrare (Michela), Parmigiana viaggiatrice (Alice).
  - Vincitore: Alice.

### Terza puntata
Data: 28 dicembre 2023

#### Episodio 5
Partecipanti: Alberto, Alice, Andrea, Anna, Antonio, Beatrice, Chù, Deborah, Eleonora, Filippo, Fiorenza, Kassandra, Lorenzo, Marcus, Michela, Niccolò, Nicolò, Sara, Settimino, Valeria.
- Mystery Box
  - Tema: il panino al salame.
  - Ingredienti: coppa di maiale dei Nebrodi, cavolo nero riccio, roquefort, nespole, finocchio, papaccella napoletana, fegato di vitello, melassa di melagrana, cipolla bianca di Margherita di Savoia, birra chiara.
  - Piatti migliori: Nella vita ci vuole fegato (Filippo), Fegato alla contadina (Settimino), All my liver (Eleonora).
  - Vincitore: Eleonora
- invention Test
  - Tema: i mari italiani.
  - Assegnazioni del vincitore della Mystery Box: cestino del Mar Tirreno (Alberto, Anna, Deborah, Eleonora, Fiorenza, Kassandra, Marcus, Michela, Nicolò, Valeria), cestino del Mar Adriatico (Alice, Andrea, Antonio, Beatrice, Chù, Filippo, Lorenzo, Niccolò, Sara, Settimino). Inoltre, i concorrenti ai quali è stato assegnato il cestino dell’Adriatico avranno uno svantaggio di 15 minuti durante lo svolgimento della prova. Le vincitrici della Golden Pin, Alice ed Eleonora, decidono entrambe di non utilizzarla al momento degli assaggi.
  - Piatto migliore: Canocchie e macco (Antonio).
  - Piatti peggiori: Ricordo felice (Alice), Hope (Chù), La vita non ha senso (Niccolò), Autostrada del Sole (Sara).
  - Eliminata: Chù. Alice viene mandata direttamente al pressure test.

#### Episodio 6
Partecipanti: Alberto, Alice, Andrea, Anna, Antonio, Beatrice, Deborah, Eleonora, Filippo, Fiorenza, Kassandra, Lorenzo, Marcus, Michela, Niccolò, Nicolò, Sara, Settimino, Valeria.
- Prova in esterna
  - Sede: Messina
  - Ospiti: 40 nuotatori.
  - Squadra blu: Lorenzo (caposquadra), Andrea, Beatrice, Fiorenza, Marcus, Michela, Niccolò, Sara, Valeria.
  - Squadra rossa:  Antonio (caposquadra), Alberto, Anna, Deborah, Eleonora, Filippo, Kassandra, Nicolò, Settimino.
  - Piatti del menu: pidoni di pesce, pasta con sarde, braciole di pesce spada (squadra rossa), pidoni di carne, pasta 'ncasciata, braciole di carne (squadra blu).
  - Vincitori: squadra rossa.
- Pressure Test
  - Sfidanti: Andrea, Beatrice, Fiorenza, Lorenzo, Marcus, Michela, Niccolò, Sara, Valeria. Alice decide di utilizzare la sua Golden Pin e salvarsi di conseguenza.
  - Prima prova: scegliere un tipo di pasta ripiena tra quelli a disposizione e associarne il ripieno corretto (si salvano Andrea, Beatrice, Marcus e Michela).
  - Seconda prova: realizzare un piatto di pasta ripiena dalla forma inventata (si salvano Lorenzo, Niccolò, Sara e Valeria).
  - Eliminata: Fiorenza.

### Quarta puntata
Data: 4 gennaio 2024

#### Episodio 7
Partecipanti: Alberto, Alice, Andrea, Anna, Antonio, Beatrice, Deborah, Eleonora, Filippo, Kassandra, Lorenzo, Marcus, Michela, Niccolò, Nicolò, Sara, Settimino, Valeria.
- Mystery Box
  - Tema: il giallo.
  - Ingredienti: finferli, cheddar, farina bona, senape di Dijon, mela gialla, patisson, maracuja. I concorrenti possono aggiungere un ingrediente opzionale a scelta tra carciofo e carré di cervo. Coloro che scelgono il carciofo avranno 10 minuti di svantaggio, mentre coloro che scelgono il carré ne avranno 20 di svantaggio.
  - Piatti migliori: Cervo last minute (Beatrice), Il ricordo di una rosa (Sara), Tartelletta di secondo, tartelletta di contorno (Eleonora), Cervo nel bosco (Settimino), Finferli monocromo (Marcus), Il cervo d’oro (Niccolò), Finferli and friends (Alberto), Geräusche im wald (Michela).
  - Vincitore: Niccolò.
  - Immuni: Sara, Settimino, Eleonora, Marcus, Alberto.
- Invention Test
  - Tema: il baccalà. Niccolò ha la possibilità di sottrarre un utensile a quattro concorrenti a scelta.
  - Assegnazioni del vincitore della Mystery Box: niente coltelli (Antonio), niente piastre (Michela), niente elettrodomestici (Alice), niente piatto (Deborah).
  - Piatto migliore: I miei cicchetti al baccalà (Michela).
  - Piatti peggiori: Domenica (Beatrice), La ruota del baccalà (Valeria), A Mariuccia (Andrea).
  - Eliminata: Valeria.

#### Episodio 8
Partecipanti: Alberto, Alice, Andrea, Anna, Antonio, Beatrice, Deborah, Eleonora, Filippo, Kassandra, Lorenzo, Marcus, Michela, Niccolò, Nicolò, Sara, Settimino.
- Skill Test
  - Tema: l’Amazzonia.
  - Ospite: Alex Atala.
  - Primo step: realizzare un piatto salato utilizzando frutta, fiori e miele amazzonico. Michela ha la possibilità di assaggiare i piatti proposti da chef Atala (si salvano Michela, Beatrice, Eleonora, Alice, Alberto, Sara e Deborah).
  - Secondo step: realizzare un piatto vegetariano utilizzando la manioca o la tapioca (si salvano Filippo, Kassandra, Settimino, Anna e Antonio).
  - Terzo step: realizzare un piatto utilizzando tucupi, coriandolo e pimenta de Cheiro. Niccolò decide di utilizzare la Golden Pin e salvarsi di conseguenza (si salvano Marcus, Lorenzo e Andrea).
  - Eliminato: Nicolò.

### Quinta puntata
Data:  11 gennaio 2024

#### Episodio 9
Partecipanti: Alberto, Alice, Andrea, Anna, Antonio, Beatrice, Deborah, Eleonora, Filippo, Kassandra, Lorenzo, Marcus, Michela, Niccolò, Sara, Settimino.
- Mystery Box
  - Tema: il duo.
  - Prova: replicare il piatto dello Chef Barbieri: Fagiano in porchetta con vongole e salsa verde. La prova viene svolta in coppie scelte a catena: uno assisterà alla preparazione del piatto, durante la prova verrà bendato e dovrà spiegare al suo compagno la preparazione senza poter vedere le sue mosse, mentre l’altro eseguirà il piatto e avrà un bavaglio per non parlare.
  - Coppie formate: Alberto-Marcus, Alice-Anna, Andrea-Antonio, Beatrice-Sara, Deborah-Michela, Eleonora-Niccolò, Filippo-Lorenzo, Kassandra-Settimino.
  - Piatti migliori: Alice-Anna, Deborah-Michela, Eleonora-Niccolò.
  - Vincitori: Deborah e Michela.
- Invention Test
  - Tema: la condivisione.
  - Prova: vengono assegnati degli ingredienti presi da un pacco dello Chef Cannavacciuolo. Con le stesse coppie della prova precedente, i concorrenti dovranno realizzare un piatto utilizzando questi ingredienti, ma ci sarà solo un pacco ogni due concorrenti che dovranno quindi dividersi gli ingredienti. Deborah e Michela hanno il vantaggio di poter usufruire di un pacco intero ciascuna. Le vincitrici della Golden Pin, Deborah, Eleonora e Michela, decidono di non utilizzarla al momento degli assaggi.
  - Piatto migliore: Benvenuti al Nord (Alberto).
  - Piatti peggiori: Maltagliati, pomodoro e cime di rapa (Beatrice), Pazzanella (Andrea),  Mercoledì a casa (Settimino).
  - Eliminata: Beatrice.

#### Episodio 10
Partecipanti: Alberto, Alice, Andrea, Anna, Antonio, Deborah, Eleonora, Filippo, Kassandra, Lorenzo, Marcus, Michela, Niccolò, Sara, Settimino.
- Prova in esterna
  - Sede: Roma
  - Ospiti: 100 vigili del fuoco.
  - Squadra rossa: Alberto (caposquadra), Alice, Andrea, Antonio, Deborah, Filippo, Niccolò,
  - Squadra blu: Settimino (caposquadra), Anna, Eleonora, Lorenzo, Marcus, Michela, Sara. Kassandra non è stata scelta da nessuno dei due capitani. Dal momento che non hanno voluto fare uno scambio durante la prova, Kassandra dovrà affrontare direttamente il Pressure Test.
  - Piatti del menu: fiori di zucca ripiena fritti con salsa a scelta, mezze maniche all’amatriciana (squadra rossa), carciofi alla giudia con salsa a scelta, saltimbocca alla romana con cicoria ripassata (squadra blu).
  - Vincitori: squadra rossa.
- Pressure Test
  - Sfidanti: Anna, Eleonora, Kassandra, Lorenzo, Marcus, Michela, Sara, Settimino. Al caposquadra Settimino viene data la scelta di salvare dal Pressure Test due persone che hanno lavorato bene, e sceglie di salvare Sara e sè stesso.
  - Ingredienti: porcini, cardoncelli, cornucopie, pioppini, portobello, orecchio di Giuda.
  - Prova: preparare un tris di funghi di cui un risotto, una frittura e un terzo piatto a scelta che ne abbia almeno tre tipi diversi tra quelli a disposizione. Eleonora decide di utilizzare la sua Golden Pin e salvarsi di conseguenza (si salvano Kassandra, Lorenzo, Marcus e Michela).
  - Eliminata: Anna.

### Sesta puntata
Data:  18 gennaio 2024

#### Episodio 11
Partecipanti: Alberto, Alice, Andrea, Antonio, Deborah, Eleonora, Filippo, Kassandra, Lorenzo, Marcus, Michela, Niccolò, Sara, Settimino
- Red Mystery Box
  - Ospite: Davide Scabin.
  - Tema: l’uovo.
  - Prova: i concorrenti dovranno realizzare un piatto innovativo che abbia come protagonista l’uovo. I concorrenti con i piatti peggiori vanno direttamente al Pressure Test. Il vincitore della Mystery Box, oltre alla Golden Pin, ha come vantaggio la possibilità di scegliere uno dei piatti peggiori.
  - Piatti migliori: Cyber salad (Deborah), Uovo negativo (Niccolò).
  - Vincitore: Deborah.
  - Piatti peggiori: Uovo estivo (Andrea, nominato da Deborah), La cialletta di casa mia (Settimino), Soufflé di uova (Alberto), Uovo nell’uovo (Kassandra), Terra e mare nell’uovo (Filippo).
  - Sconfitti: Andrea, Settimino, Kassandra, Filippo.
- Pressure Test
  - Sfidanti: Andrea, Filippo, Kassandra, Settimino.
  - Ingredienti: animelle, piselli, midollo, stracciatella, seppia, topinambur, porro.
  - Prova: riconoscere con il tatto gli ingredienti sotto le teche e realizzare un piatto con gli ingredienti indovinati (si salvano Kassandra e Settimino).
  - Eliminato: Andrea. Filippo va direttamente al Pressure Test.

#### Episodio 12
Partecipanti: Alberto, Alice, Antonio, Deborah, Eleonora, Kassandra, Lorenzo, Marcus, Michela, Niccolò, Sara, Settimino
- Prova in esterna
  - Sede: Milano, Golf Club Castello Tolcinasco
  - Ospiti: Atleti del Padel Club.
  - Squadra rossa: Kassandra (caposquadra nominata dai giudici), Alice, Deborah, Antonio, Marcus, Settimino.
  - Squadra blu: Niccolò (caposquadra nominato dai giudici), Alberto, Sara, Eleonora, Lorenzo, Michela.
  - Piatti del menu: ceviche di pesce, risotto verde, mousse allo yogurt (squadra rossa), insalata di pollo creativa, risotto giallo, dolce alla frutta (squadra blu).
  - Vincitori: squadra rossa.
- Pressure Test
  - Sfidanti: Alberto, Eleonora, Filippo, Lorenzo, Michela, Niccolò, Sara.
  - Prova: preparare un calamaro ripieno. Kassandra ha il vantaggio di poter assegnare i minuti di tempo ai concorrenti: assegna 30 minuti a Lorenzo e Sara, 27 minuti a Niccolò ed Eleonora, 24 minuti a Filippo e Alberto e infine 21 minuti a Michela. Michela decide di usare la Golden Pin e salvarsi di conseguenza (si salvano Eleonora, Filippo, Lorenzo, Niccolò e Sara).
  - Eliminato: Alberto.

### Settima puntata
Data:  25 gennaio 2024

#### Episodio 13
Partecipanti: Alice, Antonio, Deborah, Eleonora, Filippo, Kassandra, Lorenzo, Marcus, Michela, Niccolò, Sara, Settimino
- Mystery Box
  - Tema: la trecentesima puntata di MasterChef Italia.
  - Ingredienti: orzo, quaglia, birra scura, uova, farina, burro, zucca, limone, fagioli risina, acciughe.
  - Prova: in onore della trecentesima puntata di MasterChef, i concorrenti dovranno cucinare con gli stessi ingredienti della prima Mystery Box di MasterChef. Inoltre vengono chiamati sei concorrenti delle edizioni passate come ospiti: Agnese Gullotta, Manuela Costantini, Giuseppe Garozzo, Enea Mazzoleni, Giovanni Venditti e Laura Castrataro. I concorrenti dovranno indovinare la loro edizione di appartenenza, e in caso di errore perderanno uno degli ingredienti disponibili.
  - Piatti migliori: Quaglia, zucca e fagioli (Sara), Orzotto alla zucca (Michela), Tre zucche e una quaglia (Lorenzo).
  - Vincitore: Michela.
- Invention Test
  - Tema: il passato, il presente e il futuro.
  - Ospite: Joe Bastianich.
  - Assegnazioni del vincitore della Mystery Box: Spaghetti al nero di seppia ai frutti di mare (Eleonora, Lorenzo, Alice, Filippo), Joe's American smashed burger (Michela, Settimino, Marcus, Sara), Piatto con farina di grilli, ortaggi, legumi, chuno e alghe (Antonio, Deborah, Niccolò, Kassandra). Michela ha inoltre la possibilità di far iniziare la prova in ritardo ad un concorrente, e sceglie di svantaggiare Kassandra. Deborah decide di utilizzare una Golden pin prima dell'assaggio, salvandosi.
  - Piatto migliore: Hummus dal futuro (Antonio).
  - Piatti peggiori: Tutto nero (Alice), Spaghetti al grigio di seppia (Eleonora), Chi non muoro si rivede (Lorenzo), Mare nero (Filippo).
  - Eliminati: Alice e Lorenzo.

#### Episodio 14
Partecipanti: Antonio, Deborah, Eleonora, Filippo, Kassandra, Marcus, Michela, Niccolò, Sara, Settimino.
- Skill Test
  - Tema: la pasticceria.
  - Ospiti: Iginio e Debora Massari.
  - Primo step: preparare una torta di compleanno che abbia tre diverse preparazioni: pan di Spagna, savoiardi e crema bavarese. Tutti i concorrenti avranno a disposizione un minuto da utilizzare per chiedere consigli a Debora Massari, tranne Antonio, che avrà tre minuti, e tre persone da lui scelte che non ne potranno proprio usufruire. Il vincitore sceglie di penalizzare Eleonora, Michela e Sara (si salvano Deborah, Eleonora, Antonio, Michela e Sara).
  - Secondo step: realizzare un dolce al cucchiaio che abbia come protagonista la ciliegia. Antonio ha il secondo vantaggio di poter aggiungere un'ulteriore preparazione obbligatoria a due concorrenti scelti, Niccolò e Filippo, che come svantaggio dovranno preparare anche un crumble (si salvano Niccolò, Marcus, Kassandra e Settimino).
  - Eliminato: Filippo.

### Ottava puntata
Data:  1 febbraio 2024

#### Episodio 15
Partecipanti: Antonio, Deborah, Eleonora, Kassandra, Marcus, Michela, Niccolò, Sara, Settimino. 
- Mystery Box
  - Tema: il colore.
  - Ingredienti: barbabietola, cavolo viola, alga spirulina, zafferano, curcuma, spinaci, avocado, concentrato di pomodoro, melograno, lamponi, rombo, capesante, daikon.
  - Prova: i concorrenti devono preparare un piatto colorato che abbia come protagonisti uno degli ingredienti bianchi a disposizione: rombo, capesante, daikon. È l'ultima Mystery Box dell'edizione con la Golden Pin in palio.
  - Piatti migliori: Dipingendo (Antonio), Gioco di bambino (Marcus), Vivo coloratamente (Michela).
  - Vincitore: Michela.
- Invention Test
  - Tema: i lievitati.
  - Ospite: Pierluigi Roscioli.
  - Prova: i concorrenti dovranno preparare una pizza alla pala creativa. Per la prima volta nella storia di MasterChef Italia, la prima parte della prova viene svolta fino a notte fonda, durante la quale i concorrenti dovranno preparare la piega al loro impasto in tre fasi differenti, per poi lasciarlo lievitare. La seconda parte, ovvero la preparazione della pizza, viene svolta il giorno seguente. Michela ha la possibilità di assegnare una preparazione aggiuntiva ai concorrenti, e sceglie Kassandra, Eleonora e Antonio, che oltre alla pizza dovranno preparare un croccante alla romana.
  - Pizza migliore: 5 e 5 = 10 e Pizza sì, ma il dolce? (Eleonora).
  - Pizza peggiore: Rompere i tabù (Marcus).
  - Sconfitto: Marcus. I giudici decidono di mandarlo direttamente al Pressure Test.

#### Episodio 16
Partecipanti: Antonio, Deborah, Eleonora, Kassandra, Michela, Niccolò, Sara, Settimino.
- Prova in esterna
  - Sede: Val di Chiana
  - Ospiti: 20 macellai e ristoratori di zona.
  - Squadra rossa: Sara (caposquadra), Kassandra, Michela, Settimino.
  - Squadra blu: Eleonora (caposquadra), Niccolò, Antonio, Deborah.
  - Piatti del menu: spiedino di interiora di chianina con salsa al cavolo nero, bucatini alla carbonara alla brace, pollo cotto da lontano con cavolfiori e chutney di mandarino (squadra rossa), spiedino di frattaglie di pollo con ananas e salsa ai frutti rossi, spaghettoni cacio e pepe alla brace, tagliata di chianina con patate alla brace (squadra blu).
  - Vincitori: squadra rossa.
- Pressure Test
  - Sfidanti: Antonio, Deborah, Eleonora, Marcus, Niccolò.
  - Prova: riproporre un piatto di rognone al miele con crema di patate rimediando agli errori elencati in una recensione negativa. Deborah decide di utilizzare la sua ultima Golden Pin, salvandosi di conseguenza (si salvano Antonio, Eleonora e Niccolò).
  - Eliminato: Marcus.

### Nona puntata
Data:  8 febbraio 2024

#### Episodio 17
Partecipanti: Antonio, Deborah, Eleonora, Kassandra, Michela, Niccolò, Sara, Settimino.
- Golden Mystery Box
  - Tema: l'ecosostenibilità.
  - Ingredienti: bistecca di legumi stampata, lievito disattivato, olio di cocco, pleurotus, alga dulse, foglia d'ostrica, latte di patata, aquafaba, farina di ceci, ricotta di mandorle.
  - Prova: i concorrenti devono preparare un piatto con gli ingredienti vegetali della Mystery Box. Il primo concorrente che termina il piatto potrà suonare un campanaccio in modo che, da quel momento, tutti gli altri concorrenti avranno solamente un minuto per terminarlo. È l'ultima puntata in cui è concesso l'uso della Golden Pin.
  - Piatti migliori: Semplicità di un fungo (Antonio), Normalità alternativa (Sara), Filetto alla veg-linton mignon (Eleonora), Fake pulled pork (Niccolò).
  - Vincitore: Eleonora.
  - Immuni: Sara e Antonio.
- Invention Test
  - Tema: l'aglio.
  - Ingredienti proposti: aglio nero della Corea, aglio rosa di Nicastro, aglione della Chiana.
  - Prova: i concorrenti dovranno preparare un piatto che abbia come protagonista un tipo di aglio tra quelli proposti, facendo una spesa di dieci ingredienti esatti. Successivamente, si scopre che i concorrenti potranno sottrarre due ingredienti dal cestino di un avversario. Michela decide di usare una Golden Pin e salvarsi prima dell'assaggio.
  - Piatto migliore: L'aglio che va a marina (Niccolò).
  - Piatti peggiori: Polpaglio (Deborah), L'aglio dell'amore (Settimino).
  - Eliminato: Settimino.

#### Episodio 18
Partecipanti: Antonio, Deborah, Eleonora, Kassandra, Michela, Niccolò, Sara.
- Skill Test
  - Tema: la salvaguardia ambientale.
  - Ospiti: Chiara Pavan e Riccardo Gaspari.
  - Primo step: realizzare un piatto che abbia come protagonista il granchio blu o la rapana venosa. Niccolò può assegnare uno dei due ingredienti ai suoi avversari: assegna il granchio blu a se stesso, Antonio, Sara e Michela, mentre la rapana venosa a Deborah, Kassandra ed Eleonora. Chef Pavan potrà aiutare i concorrenti in difficoltà per un minuto (si salvano Niccolò e Antonio).
  - Secondo step: realizzare un piatto che abbia come protagonista il sedano rapa. Niccolò può assegnare a due concorrenti un ingrediente da aggiungere obbligatoriamente al piatto, l'olio di pino mugo, e sceglie di darlo a Deborah ed Eleonora. Chef Gaspari potrà aiutare i concorrenti in difficoltà per un minuto (si salvano Eleonora, Michela e Kassandra).
  - Terzo step: i concorrenti dovranno cucinare un piatto con i sei ingredienti proposti dai due chef ospiti. Gli ingredienti vengono però rivelati due alla volta ogni cinque minuti (si salva Sara).
  - Eliminata: Deborah.

### Decima puntata
Data:  15 febbraio 2024

#### Episodio 19
Partecipanti: Antonio, Eleonora, Kassandra, Michela, Niccolò, Sara.
- Mystery Box
  - Tema: la cucina mondiale.
  - Ingredienti: fagioli asparago, halibut, halloumi, melanzane lunghe, farina di maracuoccio, rubia gallega, tagliolini di soba, olive di Kalamata, datteri Medjoul, farina di teff, caigua.
  - Prova: i concorrenti devono preparare un piatto solo con gli ingredienti di cui indovinano la provenienza, associando una bandiera ad ogni ingrediente.
  - Piatti migliori: Halibut viaggiatore (Antonio), Cannoli mondiali (Eleonora), Dalla Danimarca in Giappone (Michela).
  - Vincitore: Eleonora.
- Invention Test
  - Tema: la fusione tra culture.
  - Ospite: Assaf Granit.
  - Proposte: Haminados, Ptitim con aragosta e spuma all'anguilla affumicata, Crème brulée alla babaghanoush.
  - Prova: i concorrenti avranno a disposizione gli ingredienti principali dei piatti proposti da Chef Granit. Eleonora può assegnare a due concorrenti un ingrediente da aggiungere obbligatoriamente, il lime nero persiano, e sceglie Antonio e Michela.
  - Piatto migliore: Viaggio in Grecia (Sara).
  - Piatti peggiori: Viaggiando in Israele (Michela), Il ricco e il povero (Niccolò), Origini 2.0 (Kassandra).
  - Sconfitti: Michela e Niccolò. I giudici decidono di non eliminare nessuno, bensì di far lavorare in brigata i due concorrenti con uno svantaggio. Oltre alla portata principale, dovranno preparare un amuse-bouche con gli ingredienti proposti da chef Scabin: peperone, nocciola e vermouth.

#### Episodio 20
Partecipanti: Antonio, Eleonora, Kassandra, Michela, Niccolò, Sara.
- Prova in esterna
  - Sede: Torino, Museo nazionale del cinema.
  - Ospite: Davide Scabin.
  - Ospiti: 6 critici cinematografici e gastronomici.
  - Squadra blu: Antonio, Kassandra.
  - Squadra rossa: Sara, Eleonora.
  - Squadra gialla: Michela, Niccolò.
  - Piatti proposti: Spuma di peperoni con crumble di nocciole e gelatina di vermouth e Fagiano ripieno, quenelle di caprino e riduzione di ribes (squadra gialla, piatti ispirati a Cabiria), Triglia fritta con salsa al mango, salicornia e pangrattato alla 'nduja (squadra blu, piatto ispirato a Al bar dello sport), Animella e piccione con spuma di parmigiano e riduzione di melograno e barbabietola (squadra rossa, piatto ispirato a Profondo Rosso).
  - Vincitori: squadra gialla.
- Pressure Test
  - Sfidanti: Antonio, Eleonora, Kassandra, Sara
  - Prova: realizzare uno street food creativo da personalizzare a piacere (si salvano Antonio, Eleonora e Sara).
  - Eliminata: Kassandra.

### Undicesima puntata
Data:  22 febbraio 2024

#### Episodio 21
Partecipanti: Antonio, Eleonora, Michela, Niccolò, Sara.
- Mystery Box
  - Tema: Viaggio musicale.
  - Ingredienti: Banane (Eleonora), peperoncino (Michela), mirtilli rossi (Antonio), fagioli (Sara), pane, grissini e tarallucci (Niccolò).
  - Prova: i concorrenti devono preparare un piatto rendendo protagonista l'ingrediente che li rappresenta scelto dagli chef. I concorrenti devono cucinare mentre ascoltano un brano scelto dagli chef.
  - Piatti migliori: Branzino rock (Antonio), Pane, amore e romanticismo (Niccolò), La banana piace a tutti (Eleonora).
  - Vincitore: Niccolò.
- Invention Test
  - Tema: la personalità.
  - Ospite: Mory Sacko.
  - Proposte: Donburi mafé , piatto a base di Manzo d’Aubrac (carne francese), Shichimi Togarashi (miscela di spezie giapponesi) e Salsa Mafè, (salsa a base di arachidi, tipica dell’Africa occidentale).
  - Prova: i concorrenti avranno a disposizione gli ingredienti principali del piatto di Chef Sacko con un quarto ingrediente italiano diverso per ciascuno. Niccolò assegna ad Antonio la rucola, a Michela il Gorgonzola, Eleonora le acciughe e a Sara il caffè.
  - Piatto migliore: Semplicemente Antoine (Antonio).
  - Piatti peggiori: Sapori ed Emozioni (Michela), Espresso (Sara).
  - Sconfitto: Sara. I giudici decidono di non eliminare nessuno, Sara va direttamente al pressure test.

#### Episodio 22
Partecipanti: Antonio, Eleonora, Michela, Niccolò.
- Prova in esterna
  - Sede: Senigallia, Ristorante Uliassi.
  - Ospite: Mauro Uliassi.
  - Assegnazioni del vincitore dell'Invention Test: Seppie scottate, olio di guanciale, bietola, miele e colatura di alici (Niccolò); Anguilla affumicata, albicocca, alloro, rafano (Antonio); Pasta all'assassina (Michela); Brest con crema chantilly alla vaniglia, ciliegie e olive nere caramellate (Eleonora).
  - Vincitore: Michela.
- Pressure Test
  - Sfidanti: Antonio, Eleonora, Sara, Niccolò
  - Ospiti: Fratelli Nargisi.
  - Prova: preparare un piatto con protagonista una pianta grassa. Michela, vincitrice della prova in esterna, assegna la Lithos a Niccolò, la Begonia a Sara, l’Origano cubano ad Antonio e ad Eleonora l’Enula marina. (si salvano Antonio, Sara ed Eleonora)
  - Eliminato: Niccolò.

### Dodicesima puntata
Data:  29 febbraio 2024

#### Episodio 23 (semifinale)
Partecipanti: Antonio, Eleonora, Michela, Sara.
- Mistery Box
  - Tema: il kintsugi.
  - Ospite: Andreas Caminada.
  - Prova:  Sotto la Mystery Box i concorrenti trovano gli ingredienti di una prova precedente in cui non sono riusciti a brillare, devono quindi preparare un piatto usando tali ingredienti per presentare il loro miglioramento con l'esperienza a Masterchef, assieme a un ingrediente aggiuntivo dato a loro nella Master Room.
  - Piatti realizzati: Ritorno nel bosco (Michela), Fondali emersi (Eleonora), Evoluzione (Antonio), Sugarello e consistenze di asparago (Sara).
  - Piatto migliore: Eleonora, che accede direttamente alla prova finale.
- Invention Test
  - Prova: Replicare i piatti preparati dallo chef Caminada, Eleonora ha il vantaggio di assegnare i piatti ai concorrenti.
  - Piatti Proposti: Salmerino al pino (Antonio), Lucioperca con gazpacho di jalapeño (Michela), Quaglia e barbabietola (Sara).
  - Vincitore: Antonio.
  - Eliminata: Sara.

#### Episodio 24 (finale)
Partecipanti: Antonio, Eleonora, Michela.
- Ristorante di Masterchef:
  - Menù degustazione La chiave di tutto di Antonio: Arché; Sacro e profano; La mia Odissea; Punto e a capo.
  - Menù degustazione Ichi-go-ichi-e di Eleonora: Nonno Umami; Fiume sacro; Pelle ribelle; Mochi - Grande fortuna.
  - Menù degustazione Mountain Experience di Michela: Riflessi di lago; Fioritura; Der Walde; Arrivo a casa.
- Vincitrice della tredicesima edizione di MasterChef Italia: Eleonora Riso.

## Ascolti
| Puntata | Episodio | Sky Uno          | Sky Uno                                           | Sky Uno | Fonte  |
| Puntata | Episodio | Messa in onda    | Telespettatori (Sky Uno/+1, repliche e on demand) | Share   | Fonte  |
| ------- | -------- | ---------------- | ------------------------------------------------- | ------- | ------ |
| 1       | 1        | 14 dicembre 2023 | 888 000                                           | 3,70%   | [ 1 ]  |
| 1       | 2        | 14 dicembre 2023 | 676 000                                           | 4,00%   | [ 1 ]  |
| 2       | 3        | 21 dicembre 2023 | 801 000                                           | 3,45%   | [ 2 ]  |
| 2       | 4        | 21 dicembre 2023 | 575 000                                           | 3,70%   | [ 2 ]  |
| 3       | 5        | 28 dicembre 2023 | 922 000                                           | 4,00%   | [ 3 ]  |
| 3       | 6        | 28 dicembre 2023 | 776 000                                           | 4,70%   | [ 3 ]  |
| 4       | 7        | 4 gennaio 2024   | 915 000                                           | 3,80%   | [ 4 ]  |
| 4       | 8        | 4 gennaio 2024   | 808 000                                           | 4,80%   | [ 4 ]  |
| 5       | 9        | 11 gennaio 2024  | 885 000                                           | 3,20%   | [ 5 ]  |
| 5       | 10       | 11 gennaio 2024  | 709 000                                           | 3,50%   | [ 5 ]  |
| 6       | 11       | 18 gennaio 2024  | 949 000                                           | 3,50%   | [ 6 ]  |
| 6       | 12       | 18 gennaio 2024  | 845 000                                           | 4,10%   | [ 6 ]  |
| 7       | 13       | 25 gennaio 2024  | 1 006 000                                         | 4,45%   | [ 7 ]  |
| 7       | 14       | 25 gennaio 2024  | 858 000                                           | 5,00%   | [ 7 ]  |
| 8       | 15       | 1º febbraio 2024 | 1 020 000                                         | 4,10%   | [ 8 ]  |
| 8       | 16       | 1º febbraio 2024 | 866 000                                           | 4,80%   | [ 8 ]  |
| 9       | 17       | 8 febbraio 2024  | 563 000                                           | 2,00%   | [ 9 ]  |
| 9       | 18       | 8 febbraio 2024  | 487 000                                           | 2,10%   | [ 9 ]  |
| 10      | 19       | 15 febbraio 2024 | 680 000                                           | 3,20%   | [ 10 ] |
| 10      | 20       | 15 febbraio 2024 | 573 000                                           | 3,40%   | [ 10 ] |
| 11      | 21       | 22 febbraio 2024 | 736 000                                           | 3,50%   | [ 11 ] |
| 11      | 22       | 22 febbraio 2024 | 641 000                                           | 3,70%   | [ 11 ] |
| Finale  | 23       | 29 febbraio 2024 | 1.218.000                                         | 4,90%   | [ 12 ] |
| Finale  | 24       | 29 febbraio 2024 | 1.073.000                                         | 5,90%   | [ 12 ] |
| Media   | Media    | 811 000          | 3,89%                                             |         |        |